# Fabian Lustenberger
Fabian Lustenberger (ur. 2 maja 1988 w Nebikonie) – szwajcarski piłkarz występujący na pozycji pomocnika. Zawodnik Herthy Berlin.

## Kariera
Lustenberger treningi rozpoczął w 1995 roku w klubie SC Nebikon. W 2000 roku przeszedł do juniorów ekipy FC Luzern. W 2006 roku został włączony do jej pierwszej drużyny. W Swiss Super League zadebiutował 19 lipca 2006 roku w przegranym 0:3 pojedynku z FC Zürich. W pierwszej drużynie zespołu FC Luzern spędził rok. W tym czasie rozegrał tam 33 ligowe spotkania.
W 2007 roku Lustenberger podpisał kontrakt z niemiecką Herthą Berlin. W Bundeslidze zadebiutował 18 sierpnia 2007 roku w wygranym 3:1 spotkaniu z VfB Stuttgart. 9 grudnia 2007 roku przegranym 1:2 meczu z 1. FC Nürnberg strzelił pierwszego gola w Bundeslidze. W 2010 roku spadł z zespołem do 2. Bundesligi.